# 스틸리아노스 베네티디스
스틸리아노스 베네티디스(그리스어: Στέλιος Βενετίδης, 1976년 11월 19일, 오레스티아다 ~)는 은퇴한 그리스의 축구 수비수로, 가장 최근에 라리사에서 주로 레프트 백으로 활동했으나, 좌측 미드필더로 나오기도 했다.
그는 꾸준하고 침착한 선수로, 그 능력은 그에게 최고의 그리스 축구 클럽에서 활약을 할 수 있게 했을 뿐만 아니라, 그리스 국가대표팀에서 중요한 선수로써 UEFA 유로 2004 경기에 3번 출전하였다. 그는 2012년 5월에 현역에서 은퇴했다.

## 수상

### 클럽
PAOK
- 그리스 컵: 2000-01

올림피아코스
- 수페르리가 엘라다: 2001-02, 2002-03, 2004-05, 2005-06
- 그리스 컵: 2004-05, 2005-06

라리사
- 그리스 컵: 2006-07

### 국가대표팀
그리스
- UEFA 유럽 축구 선수권 대회: 2004